# Lomatium insulare
Lomatium insulare är en flockblommig växtart som först beskrevs av Alice Eastwood, och fick sitt nu gällande namn av Philip Alexander Munz. Lomatium insulare ingår i släktet Lomatium och familjen flockblommiga växter. Inga underarter finns listade i Catalogue of Life.

## Bildgalleri

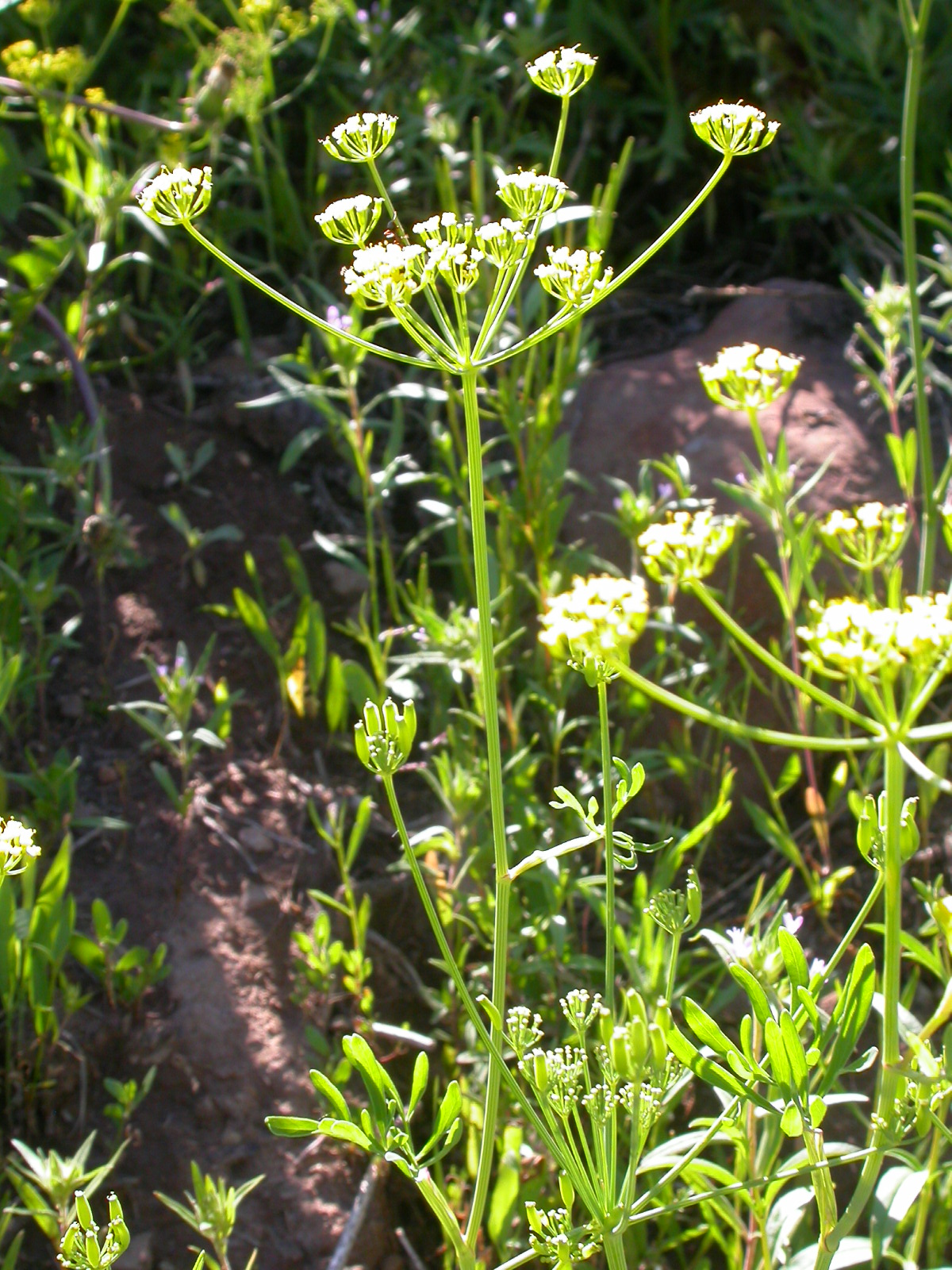
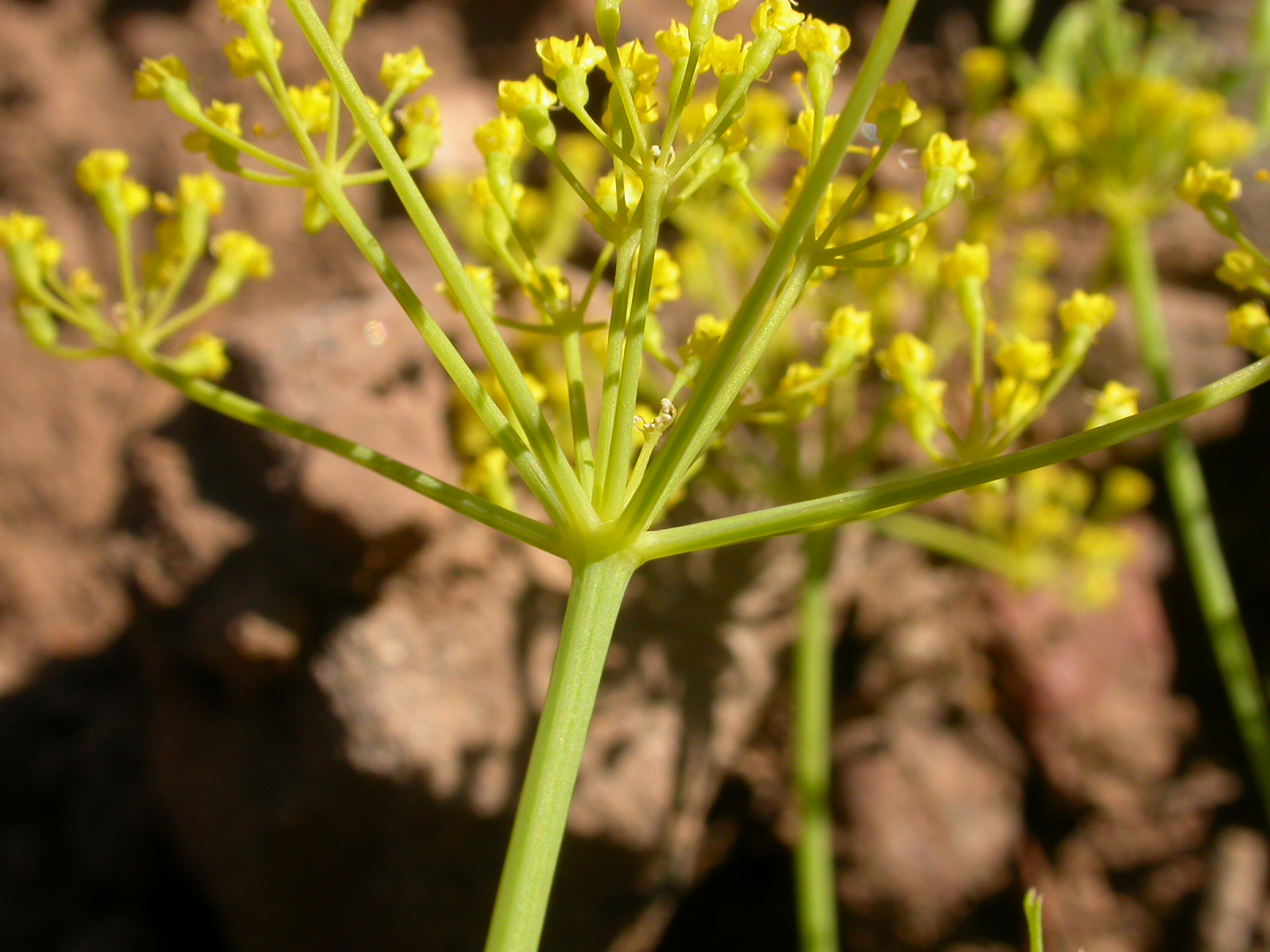
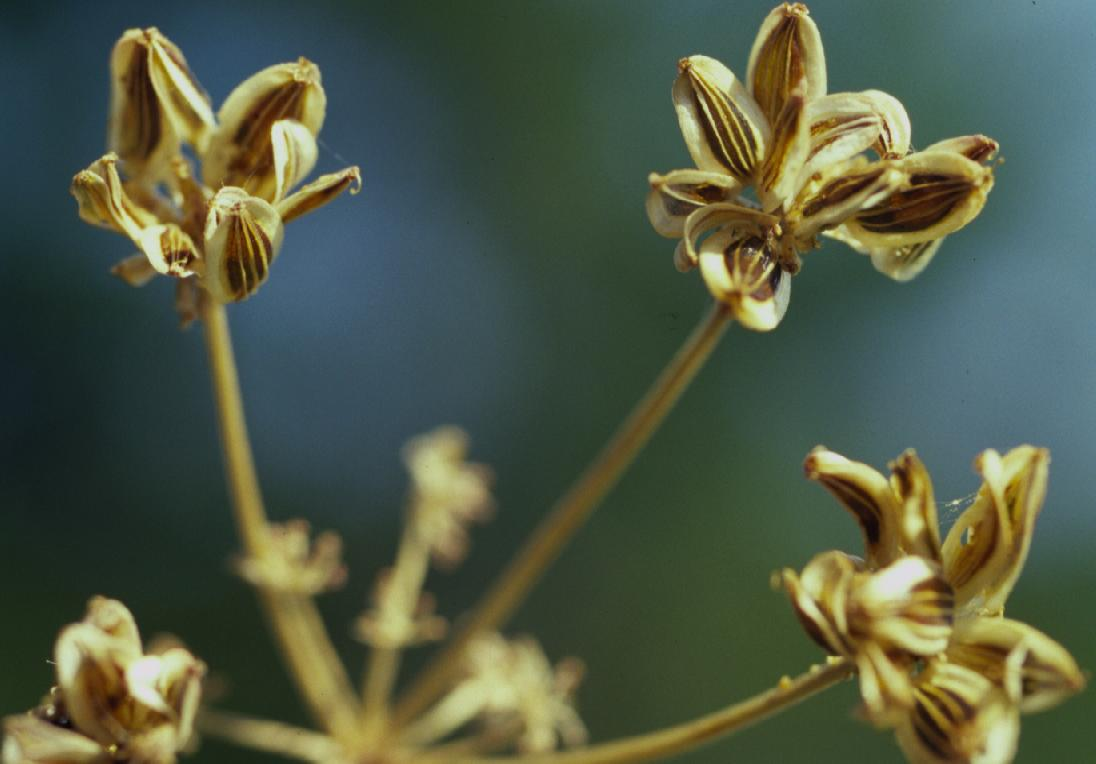
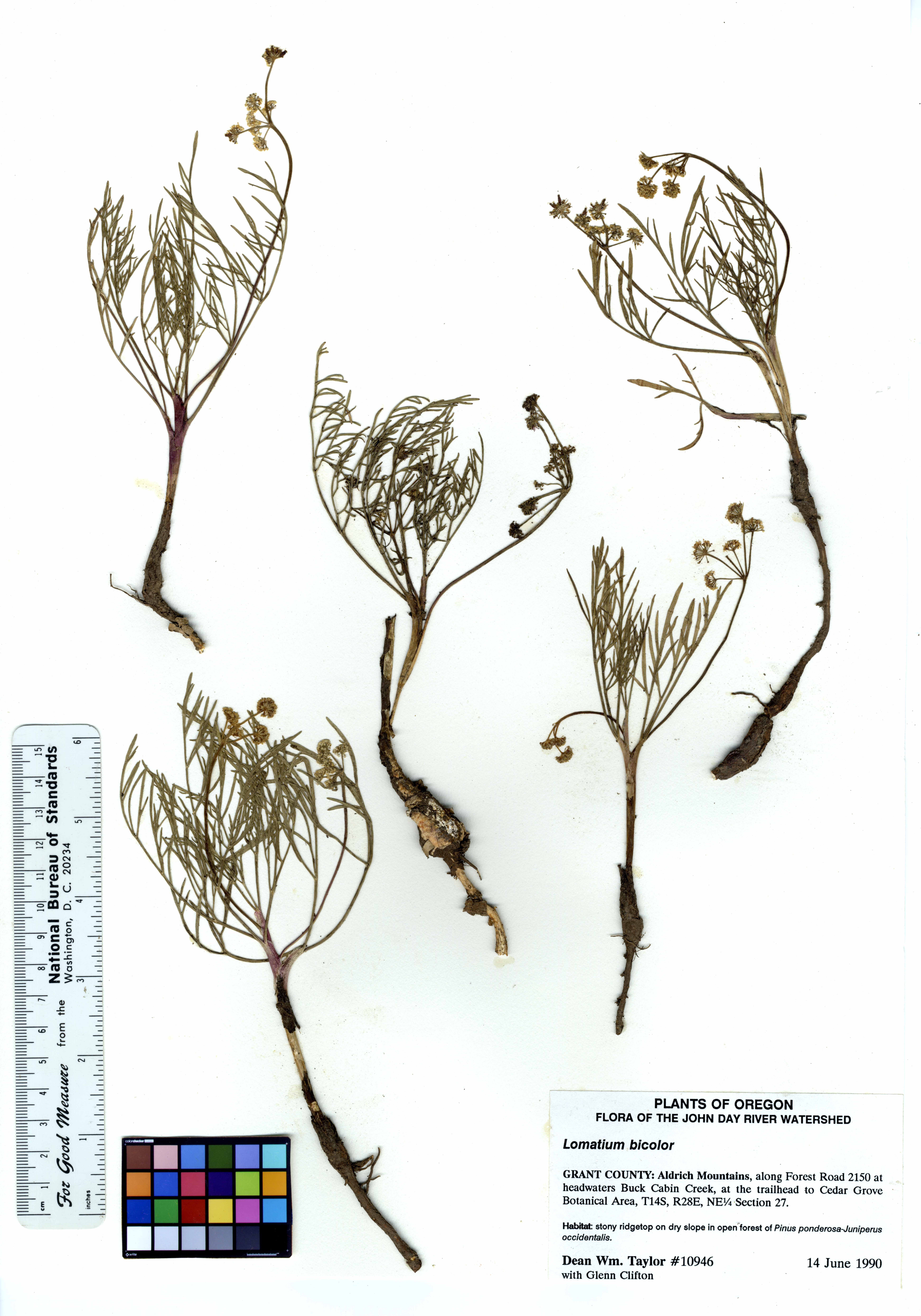